# Kick Sauber C44
Kick Sauber C44 —  болід Формули-1, розроблений і виготовлений Заубер для участі в чемпіонаті Формули-1 2024 року. Пілотами стали Вальттері Боттас та Чжоу Гуаньюй. Це перший болід Заубер після завершення співпраці з Альфа Ромео.

## Результати
| Рік      | Команда                   | Двигун                          | Шини | Пілот            | Гран-прі | Гран-прі | Гран-прі | Гран-прі | Гран-прі | Гран-прі | Гран-прі | Гран-прі | Гран-прі | Гран-прі | Гран-прі | Гран-прі | Гран-прі | Гран-прі | Гран-прі | Гран-прі | Гран-прі | Гран-прі | Гран-прі | Гран-прі | Гран-прі | Гран-прі | Гран-прі | Гран-прі | Очки | Місце |
| Рік      | Команда                   | Двигун                          | Шини | Пілот            | БАХ      | САУ      | АВС      | ЯПО      | КИТ      | МАЯ      | ЕМІ      | МОН      | КАН      | ІСП      | АВТ      | ВЕЛ      | УГО      | БЕЛ      | НІД      | ІТА      | АЗЕ      | СІН      | США      | МЕХ      | САП      | ЛВГ      | КАТ      | АБУ      | Очки | Місце |
| -------- | ------------------------- | ------------------------------- | ---- | ---------------- | -------- | -------- | -------- | -------- | -------- | -------- | -------- | -------- | -------- | -------- | -------- | -------- | -------- | -------- | -------- | -------- | -------- | -------- | -------- | -------- | -------- | -------- | -------- | -------- | ---- | ----- |
| 2024     | Stake F1 Team Kick Sauber | Ferrari Ferrari 066/12 1.6 V6 t | P    | Вальттері Боттас | 19       | 17       | 14       | 14       | Схід     | 16       | 18       | 13       | 13       | 16       | 16       | 15       | 16       | 15       | 19       | 16       | 16       | 16       | 17       | 14       | 13       | 18       | 11       | Схід     | 6*   | 8*    |
| 2024     | Stake F1 Team Kick Sauber | Ferrari Ferrari 066/12 1.6 V6 t | P    | Чжоу Гуаньюй     | 11       | 18       | 15       | Схід     | 14       | 14       | 15       | 16       | 15       | 13       | 17       | 18       | 19       | Схід     | 20       | 18       | 14       | 15       | 19       | 15       | 15       | 13       | 8        | 13       | 6*   | 8*    |
| Джерело: |                           |                                 |      |                  |          |          |          |          |          |          |          |          |          |          |          |          |          |          |          |          |          |          |          |          |          |          |          |          |      |       |

* Сезон триває.